# Nick Hornby
Nick Hornby (Redhill, Egyesült Királyság, 1957. április 17. –) BAFTA- és Primetime Emmy-díjas angol regényíró és kritikus.
Maidenheadben nőtt fel, itt is végezte a gimnáziumot, majd a Jesus College-ba járt egyetemre Cambridge-ben. Legismertebb regényei a Pop, csajok satöbbi (High Fidelity), az Egy fiúról (About a Boy) és a Fociláz (Fever Pitch). Művei többnyire a zenéről, a sportokról, az emberi kapcsolatokról és természetről, valamint a fiatalságról szólnak.

## Életpályája
Hornby első kiadott munkája az 1992-es Fociláz volt, mely egy önéletrajzi ihletésű könyv az író az Arsenallal kapcsolatos fanatikus szurkolói élményeiről. Ezért a művéért Hornby még ebben megkapta az Év legjobb sportkönyvének járó díjat Nagy Britanniában. A könyvből később filmet is forgattak az Egyesült Királyságban, majd a filmnek újrafeldolgozása készült az USA-ban, amelyben Jimmy Fallon rajong hasonló lelkesedéssel a Boston Red Sox-ért. A könyv sikerén felbuzdulva, Hornby cikkeket kezdett írni, melyeket a Sunday Times, Time Out és a Times Literary Supplement közölt az irodalmi rovatában, ezt követően zenei kritikákat írt a The New Yorkernek. Második könyve, egyben első regénye a Pop, csajok satöbbi 1995-ben jelent meg. A regény egy zenemániás lemezboltos fiúról és tönkre ment kapcsolatairól szól. A műből szintén készült film, amelyet 2000-ben mutattak be a mozik, a főszerepet John Cusack játszotta, és a film mindenhol hatalmas kasszasiker lett. 2006-ban egy Broadway musical is készült a történetből, amelyet a mai napig telt házas előadásokkal játszanak.
Harmadik regényét az Egy fiúrólt 1998-ban adták ki. Két "fiú" – Marcus, a csonka családban nevelkedő, apaképet kereső kamasz és a 30-as évei közepén járó éretlen, énközpontú Will Freeman kapcsolatának alakulásáról szól a történet. Filmváltozatát 2002-ben mutatták be a főszerepekben Hugh Granttal és Nicholas Houlttal. 1999-ben Hornby átvehette az E. M. Forster díjat az Amerikai Művészeti és Írói Akadémián.
Hogy legyünk jók? című regénye 2001-ben jelent meg. A női főszereplőnő felfedezi korunk megújult erkölcseit, megromlott morálját, a házasságot és a szülőség nehézségeit. Ez a műve elnyerte WH Smith Award irodalmi díját 2002-ben. A pénz egy részét következő könyvének kiadására költötte. A Beszélgetés az angyallal bevételét jótékony célokra fordította, és egy autista gyerekekkel foglalkozó alapítványnak ajánlotta fel, ezzel a rendellenességgel született Hornby kisfia is. A könyv, amelynek szerkesztője volt, 12 novellát tartalmaz barátai írásaiból, míg ő maga egy novellával járult hozzá "CiciKrisztus" címmel. 2003-ban Hornby összegyűjtötte néhány régebbi zene kritikáját és felállította személyes toplistáját a legnagyszerűbb dalokból a bennük lévő érzelmi rezonancia alapján 31 dal címen. Még 2003-ban Hornby elnyerte a London díjat is, az irodalmi elismerést az írótársak ítélték neki oda.
Számtalan esszét írt a modern kultúráról, de kiváltképp a zenéről. Rovatot is vezetett a The Believer magazinban "Stuff I've Been Reading" címmel, itt főleg saját könyvélményeiről írt 2008 szeptemberéig. Cikkeiből több válogatást is kiadott, úgy mint a The Polysyllabic Spree (2004), Housekeeping vs. The Dirt (2006), és a Shakespeare Wrote for Money (2008). Magyarországon a 2008-ban jelent meg az író tollából egy válogatás a Vájtfülűek brancsa címen.
Hornby Hosszú út lefelé című regénye 2005-ben jelent meg, és jelölve volt a Whitbread Novel díjra. Szerkesztett továbbá két sport antológiát: My favourite year és The Picador Book of Sports Writing címmel.
2007. október 16-án jelent meg Hornby Betoncsók című regénye. Ez az első könyve, amelyik elnyerte a Legjobb tinédzsereknek való könyvnek járó díjat. A főszereplő egy 15 éves gördeszkás, Sam, akinek élete gyökeresen megváltozik, miután a barátnője terhes lesz.
Hornby legújabb regénye nem sokkal a világpremier után, 2009 őszén jelent meg az Európa Könyvkiadó gondozásában, A Meztelen Juliet címmel. Témájában és hangulatában első regényéhez, a Pop, csajok satöbbihez hasonlítható. Egy 80-as évekbeli rock sztárról szól, aki kénytelen feladni elszigeteltségét, mikor újra kiadják legnépszerűbb albumát és kapcsolatba kerül legszenvedélyesebb rajongóival.

## Idézetek
- Mi van akkor, ha a humorérzék olyasmi, mint a haj, és egy csomó férfi elveszti, ahogy öregszik? (Hogy legyünk jók? M. Nagy Miklós fordítása)

## Irodalmi művei

### Szépirodalmi regények
- (1995) Pop, csajok satöbbi (High Fidelity)
- (1998) Egy fiúról (About a Boy)
- (2001) Hogy legyünk jók? (How to Be Good)
- (2005) Hosszú út lefelé (A Long Way Down)
- (2007) Betoncsók (Slam)
- (2009) A Meztelen Juliet (Juliet, Naked)

### Nem szépirodalmi kötetek
- (1992) Fociláz (Fever Pitch)
- (2003) 31 dal (31 Songs)
- (2004) The Polysyllabic Spree
- (2006) Housekeeping vs. the Dirt
- (2007) Vájtfülűek brancsa (The Complete Polysyllabic Spree)
- (2008) Shakespeare Wrote for Money

### Szerkesztett antológiák
- (1993) My Favourite Year: A Collection of Football Writing
- (1996) The Picador Book of Sportswriting
- (2000) Beszélgetés az angyallal (Speaking with the Angel)
- (2005) Otherwise Pandemonium

## Magyarul
- Fociláz; ford., utószó M. Nagy Miklós; Európa, Bp., 1995
- Pop, csajok, satöbbi; ford. M. Nagy Miklós; Európa, Bp., 1998
- Egy fiúról; ford. M. Nagy Miklós; Európa, Bp., 1999
- Hogy legyünk jók?; ford. M. Nagy Miklós; Európa, Bp., 2002
- Beszélgetés az angyallal; összeáll., bev. Nick Hornby, ford. Barkóczi András et al.; Európa, Bp., 2002
- 31 dal; ford. M. Nagy Miklós; Európa, Bp., 2003
- Hosszú út lefelé; ford. M. Nagy Miklós; Európa, Bp., 2006
- Vájtfülűek brancsa. Egy olykor elkeseredett, de örök optimista olvasó naplója; ford. Siklós Márta; Európa, Bp., 2008
- Betoncsók; ford. M. Nagy Miklós; Európa, Bp., 2008
- A Meztelen Juliet; ford. M. Nagy Miklós; Európa, Bp., 2009
- Vicces lány; ford. Pék Zoltán; Európa, Bp., 2015
- Cicikrisztus; ford. M. Nagy Miklós; Európa, Bp., 2018
- Olyan, mint te; ford. M. Nagy Miklós; Helikon, Bp., 2020
- Egy házasság helyzete; ford. Tolnai Katinka; Helikon, Bp., 2020

## Filmográfia
Adaptációk
- Egy férfi, egy nő és egy focicsapat (1997) – rendezte David Evans, írta Nick Hornby
- Pop, csajok satöbbi (2000) – rendezte Stephen Frears
- Egy fiúról  (2002) – rendezte Chris és Paul Weitz
- Szívem csücskei (2005) – rendezte Peter és Bobby Farelly
- Egy fiúról (TV, 2014–2015)
- Hosszú út lefelé (2014) – rendezte Pascal Chaumeil, írta Jack Thorne
- A meztelen Juliet (2018) – rendezte Jesse Peretz
- High Fidelity (2020)

Forgatókönyvíróként
- Egy férfi, egy nő és egy focicsapat (1997) – rendezte David Evans
- Egy lányról (2009) – rendezte Lone Scherfig
- Vadon (2014) – rendezte Jean-Marc Vallée
- Brooklyn (2015) – rendezte John Crowley
- Love, Nina (TV, 2016)
- Egy házasság helyzete (TV, 2019)